# Jupiteria agapea
Jupiteria agapea – gatunek małża morskiego należącego do podgromady pierwoskrzelnych.
Występuje na głębokości od 2870 do 3050 metrów.
Są rozdzielnopłciowe, bez zaznaczonych różnic płciowych w budowie muszli. Odżywiają się planktonem oraz detrytusem.
Występuje od Panamy po Ekwador